# Il passeggero del "Polarlys"
Il passeggero del "Polarlys" è un romanzo poliziesco di Georges Simenon. Nel 1930 viene pubblicato un preoriginale in 32 episodi sulla rivista "L'Œuvre", dal 24 novembre al 25 dicembre ,  dal titolo  "Un crime à bord de..."  con lo speudonimo di George Sim.  Il romanzo con il titolo definitivo  "Le Passager du Polaris"  è dato alle stampe nel 1932 dall'editore Arthème Fayard. Il romanzo si colloca come genere tra i gialli d'ambiente chiuso, dove il colpevole deve essere per forza uno dei protagonisti. 
Il "Polarlys" è un vapore costiero esistito veramente.

## Trama
Il "Polarlys"  comandata dal capitano Petersen è una nave che trasporta merci e passeggeri tra Amburgo e Kirkenes quindi sulle rotte del Mare del Nord. Sul Polarys hanno appena preso servizio, come primo incarico, un giovanissimo ufficiale di nome Vriens e tale Krull assunto per necessita' all'ultimo momento come un aiuto fuochista.  Appena partiti scompare un passeggero tale Ericksen. Nessuna pero' l'ha mai visto bene in faccia e, dato che i suoi bagagli sono nella cabina, si suppone che si sia nascosto inspiegabilmente sulla nave. Vane sono le ricerche. Gli altri passeggeri sono: Evjen un direttore di miniere, Schuttringer di professione ingegnere e una giovane e attraente donna, dall'aria vissuta, di nome Katia Storm . Nella prima tappa fatta dal Polarys,  sale a bordo Von Sternberg un commissario di polizia il quale chiede al comandante di registrarlo sotto altro nome e di non parlare della sua presenza agli altri passeggeri. Da alcuni dettagli il comandante capisce che il giovane Vriens e la signorina Storm si devono conoscere gia' prima dell'imbarco ed è evidente l'infatuazione del giovane. Il commissario Stemberg viene trovato morto nella sua cabina e i sospetti non possono che ricadere sul misterioso passeggero che rimane introvabile. Nella cabina di Stemberg, Petersen trova un giornale ed un articolo su una giovane donna dedita alla droga assassinata a Parigi probabilmente durante un festino. Che la presenza del commissario sia collegata a questa vicenda e vi sia implicato il misterioso Ericksen ?  Durante l'attracco ad un nuovo scalo un tonfo attira l'attenzione di tutti e Vriens afferma di aver visto il fantomatico passeggero buttarsi in acqua. Nonostante le pronte ricerche in acqua non si trova nulla. Che sia annegato?  La polizia comunque, in attesa di trovare il corpo, lascia a bordo un ispettore. I legami tra Vriens e la donna sono ormai evidenti e per Petersen,  anche il fuochista Krull sembra avere un ruolo nella vicenda. Katia si rivela una squattrinata nemmeno in grado di pagare quanto consumato durante il viaggio. Il direttore delle miniere dununcia al comandante il furto di una cifra consistente, seguito poco dopo da uno sconvolto Schuttinger il quale dichiara che anche a lui hanno rubato tutto. L'ispettore fruga nelle cabine e una parte dei soldi vengono trovati in quella del giovane Vriens il quale si dichiara totalmente estraneo. Dopo un altro scalo il fuochista è introvabile. Petersen elabora ipotesi su ipotesi e pensa che Krull sia imparentato con Katia e sia il colpevole sia dell'omicidio della ragazza parigina che del commissario che dei furti. Ma la verita' viene a galla dopo una terribile tempesta e al suicidio di Schuttinger che si getta in mare dopo che Krull viene trovato nascosto in una scialuppa. Krull da ex drogato aveva capito da tempo la vera identita' del falso ingegnere e della sua dipendenza. Si era prestato ad aiutarlo dietro compenso. Il misterioso passeggero Ericksen non era mai esistito, Vriens, su richiesta di Katia, aveva mentito di averlo visto sulla nave. Il vero assassino è il falso ingegnere Schuttinger, un drogato fratello di Katia. I due contavano di entrare clandestinamente in Russia per ricongiungersi a lontani parenti. Il commissario ucciso era uno zio che aveva intuito le mosse del nipote ed era salito a bordo forse per convincerlo a costituirsi. Schuttinger aveva finto di essere stato anche lui derubato e aveva pagato Krull, con una parte dei soldi sottratti, chiedendogli di far credere, almeno sino allo scalo successivo di essere lui il colpevole, poi sarebbe sceso e si sarebbe dileguato. Ad uno scalo Katia scende di soppiatto dalla nave con la tacita complicità del comandante. In fondo, per Petersen,  la sua unica colpa era quella di aver voluto aiutare un fratello a salire a bordo in incognito per il resto era stata solo una succube spettatrice.

## Edizioni italiane
- Il passeggero del "Polarlys, trad. di Bianca Laureati, Collana Gialli economici n. 10, Milano, Arnoldo Mondadori Editore, 1934.
- Il passeggero del Polarlys, trad. di Guido Cantini, in Romanzi polizieschi e di guerra, Collezione Tutte le Opere di Georges Simenon, Milano, Mondadori, 1966.
- Il passeggero del Polarlys, trad. di Annamaria Carenzi Vailly, Collana Biblioteca Adelphi n.653, Milano, Adelphi, 2016.